# تشناره (إمام سقز)
قرية تشناره (بالكردية: چنارە) هي إحدى القرى التابعة لـإمام في ريف قسم زيويه من مقاطعة سقز، في محافظة كردستان الإيرانية.

## السكان
حسب إحصاءات سنة 2006، بلغ إجمالي السكان في تشناره 98 نسمة وعدد المساكن 23 مسكن. لغة سكان تشناره هي اللغة الكردية و هم من أهل السنة والجماعة والمذهب الشافعي.